# Maria Infiesta i Argüeso
Maria Infiesta i Argüeso   (1886 - 1965) fou una pianista i compositora catalana d'origen porto-riqueny.
Va dur a terme bona part dels seus estudis musicals a Barcelona, on va ser deixebla d'Enric Granados.
Contragué matrimoni amb el tenor argentí Mariano A. Olivares, amb qui s'establiria a Tucumán. Exercí de professora a l'Academia de Bellas Artes de la Universitat Nacional de Tucumán. Van oferir recitals conjuntament arreu, diversos dels quals a Barcelona durant la dècada dels 1930, com ara a la Sala Mozart o l'Acadèmia Marshall.
La crítica musical va aclamar el bon fer d'Infiesta, que sovint prenia part als concerts bé com a pianista acompanyant o bé en formacions de cambra.